# Slowakische Badminton-Mannschaftsmeisterschaft 2000
Die Slowakische Badminton-Mannschaftsmeisterschaft 2000 war die siebente Auflage der Teamtitelkämpfe in der Slowakei. Meister wurde Spoje Bratislava.

## Endstand
| Platz | Team                 | Spiele | G U V  | Spielpunkte | Punkte |
| ----- | -------------------- | ------ | ------ | ----------- | ------ |
| 1     | Spoje Bratislava     | 10     | 10 0 0 | 72:8        | 20     |
| 2     | CEVA Trenčín A       | 10     | 7 1 2  | 49:31       | 15     |
| 3     | ŠK Benni Nitra       | 10     | 6 0 4  | 44:36       | 12     |
| 4     | BK ATU Košice        | 10     | 4 1 5  | 38:42       | 9      |
|       |                      |        |        |             |        |
| 5     | TJ Lokomotiva Košice | 10     | 6 0 4  | 44:36       | 12     |
| 6     | BC Prešov            | 10     | 4 0 6  | 39:41       | 8      |
| 7     | CEVA Trencín B       | 10     | 2 0 8  | 28:52       | 4      |
| 8     | Slávia Trnava        | 10     | 0 0 10 | 6:74        | 0      |